# Buchnera rubriflora
Buchnera rubriflora är en snyltrotsväxtart som beskrevs av P. Duvigneaud och L. Van Bockstal. Buchnera rubriflora ingår i släktet Buchnera och familjen snyltrotsväxter. Inga underarter finns listade i Catalogue of Life.